# Grazio Cossali

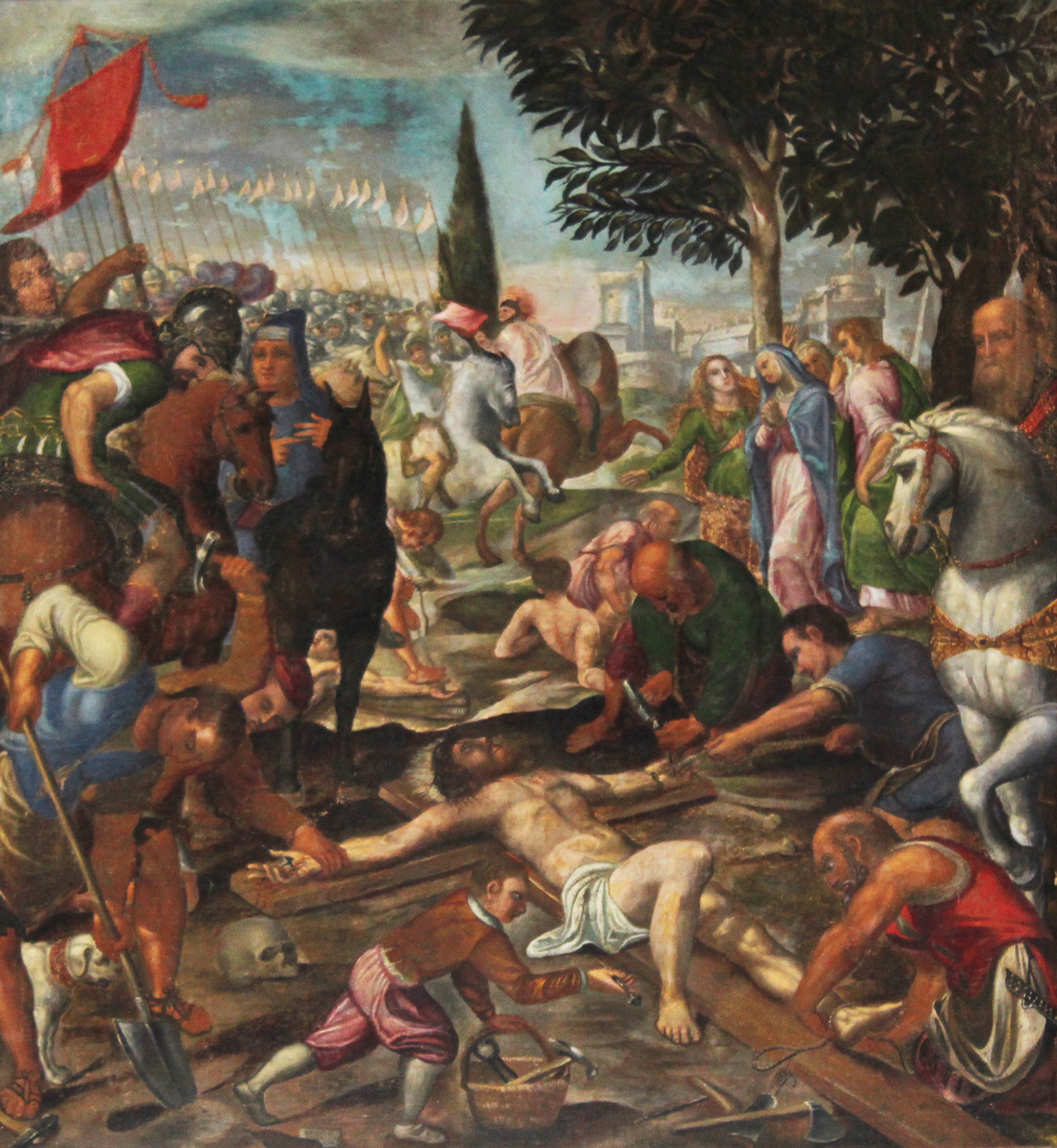
Crocefissione, 1615, Chiesa dei Santi Gervasio e Protasio, Nadro di Ceto.

Grazio Cossali (Orzinuovi, 1563 – Brescia, 4 dicembre 1629) è stato un pittore italiano.

## Biografia
Il pittore Grazio Cossali visse tra Brescia e Cremona, ed è in questi luoghi che affrescò numerose chiese ed edifici. Egli fu alunno di Luca Mombello pittore suo conterraneo e alunno del Moretto.

A lui è intitolato l'Istituto d'Istruzione Superiore di Orzinuovi che comprende il liceo scientifico, linguistico, delle scienze umane e vari indirizzi tecnici e professionali.

## Opere
- L'ultima cena (1580) Chiesa di Pudiano - firmata e datata: GRATIUS DECOSSALIBUS URCEARUM FATIE…MDLXXX;
- Caduta della manna (1587), Cremona, Palazzo Comunale
- Sposalizio mistico di santa Caterina con i santi Faustino e Giovita, Vincenzo Ferreri e Sebastiano Ghedi, Chiesa di Santa Maria Assunta, primi anni del 1600;
- Annunciazione (1600) Chiesa di Santa Maria Assunta, Valgoglio;
- Apparizione dei santi Faustino e Giovita in difesa di Brescia (1603) chiesa dei Santi Faustino e Giovita, Brescia;
- Immacolata Concezione (1603) chiesa di San Francesco d'Assisi (Brescia), Brescia;
- Apparizione della Croce a Costantino (1606) Duomo vecchio (cappella delle Sante Croci), Brescia;
- Immacolata Concezione con i SS. Vito e Modesto (1610), chiesa parrocchiale di Inzino (Gardone Val Trompia)
- Deposizione (1613) nell'ex Chiesa di San Domenico di Brescia, oggi nella parrocchiale di Pontevico;
- San Carlo presenta Orzinuovi alla Vergine (1613) Chiesa parrocchiale di Orzinuovi - firmata e datata: GRATIUS COSSALIS FAC. MDCXIII;
- Addolorata con Cristo e San Francesco, Tommaso, Carlo Borromeo e una Donatrice (1613) Chiesa di San Domenico a Orzinuovi - firmata: GRATIUS COSSALIS FAC. 1613;
- San Carlo Borromeo presenta Orzinuovi alla Vergine (1614) nella Chiesa di Santa Maria del Carnerio a Orzinuovi;
- Crocifissione (1615) Chiesa dei Santi Gervasio e Protasio a Nadro in Val Camonica - firmata e datata;
- Elia e l'Angelo (1620c.) chiesa del Carnerio a Orzinuovi.

Inoltre:
- Presentazione al tempio, Chiesa di Santa Maria dei Miracoli, Brescia;
- il salone delle feste di Palazzo Avogadro (oggi Spada) a Brescia;
- il refettorio dell'Abbazia olivetana di San Nicola (Rodengo-Saiano);
- alcuni dipinti nella Chiesa di San Lorenzo (Calvagese della Riviera).

Attribuiti:
- Incoronazione della Vergine, Chiesa di San Domenico a Orzinuovi;
- una tela raffigurante San Giorgio con il drago conservata nella Chiesa Arcipreturale di San Zenone in Caino.
- Madonna col Bambino e i santi Giacomo, Michele arcangelo e Antonio abate chiesa di San Michele, Valgoglio, 1627